# 拉尔夫·巴滕施拉格
拉尔夫·巴滕施拉格（德語：Ralf Bartenschlager，1958年5月29日—），德国病毒学家，自1989年以来一直致力于丙型肝炎的研究。 他是海德堡大学传染病研究部的教授。
2016年，他因对丙型肝炎疫苗的研究获得了拉斯克临床医学研究奖，共同获奖的还有查尔斯·M·赖斯和迈克尔·J·索菲亚.